# Храм Лотоса
Дім поклоніння, відомий як Храм Лотоса, — храм, збудований послідовниками Віри Бахаї. Розташований у місті Нью-Делі в Індії. 
Будівництво розпочалося у 1978 та завершене 22 грудня 1986, здебільшого за рахунок коштів іранських бахаїв. Архітектор храму — Фаріборз Сахба, канадець іранського походження. Раніше на місці споруди цього храму розташовувалося селище Баха-Пур (у перекладі з хінді — «оселя Баха»). Центральний зал храму має діаметр 75 метрів, висота 31 метр, місткість — 1300 місць. Зараз храм є відомим символом міста, він згадувався у багатьох журнальних статтях та туристичних путівниках по Індії.